# Euproctis oreolinta
Euproctis oreolinta är en fjärilsart som beskrevs av Lambertus Johannes Toxopeus 1948. Euproctis oreolinta ingår i släktet Euproctis och familjen tofsspinnare. Inga underarter finns listade i Catalogue of Life.